# Karl Thomas Mozart
Pour les articles homonymes, voir Mozart.
Karl Thomas Mozart (ou Carl Thomas Mozart), né le 21 septembre 1784 à Vienne et mort le 31 octobre 1858 à Milan, est le deuxième et le plus vieux fils survivant de Wolfgang et de Constanze Mozart. Il est le frère de Franz Xaver Wolfgang Mozart.

## Biographie

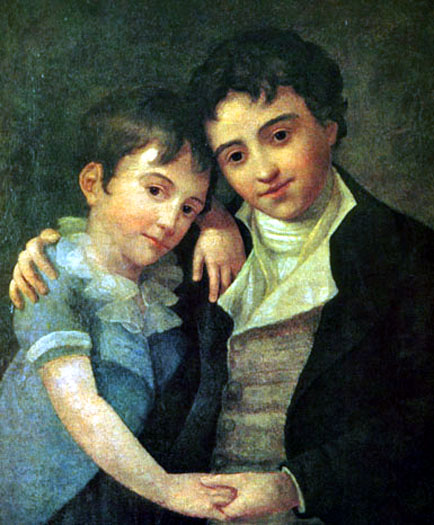
Karl Thomas Mozart (à droite) et son frère Franz Xaver Wolfgang.

Après avoir achevé sa scolarité, notamment sous la conduite de Franz Xaver Niemetschek à Prague, il se réfugia à Livourne en 1797 pour commencer son apprentissage dans une entreprise commerciale. Il envisageait d'ouvrir un magasin de pianos par la suite, mais ce projet échoua par manque de fonds. Il s'installa à Milan en 1805 et il étudia la musique avec Bonifazio Asioli, mais il en abandonna l'étude en 1810 pour devenir fonctionnaire au service du Vice-roi d'Italie Eugène de Beauharnais, beau-fils de Napoléon Ier à Milan. Il était un proche du musicologue autrichien Peter Lichtenthal. Karl assista fréquemment à des manifestations à la mémoire de son père jusqu'à sa mort en 1858.
Il a épousé Annett Girg  et il a eu une fille, Constanza, née en 1823 et décédée prématurément en 1833. 